# Kwiatków (powiat ostrowski)

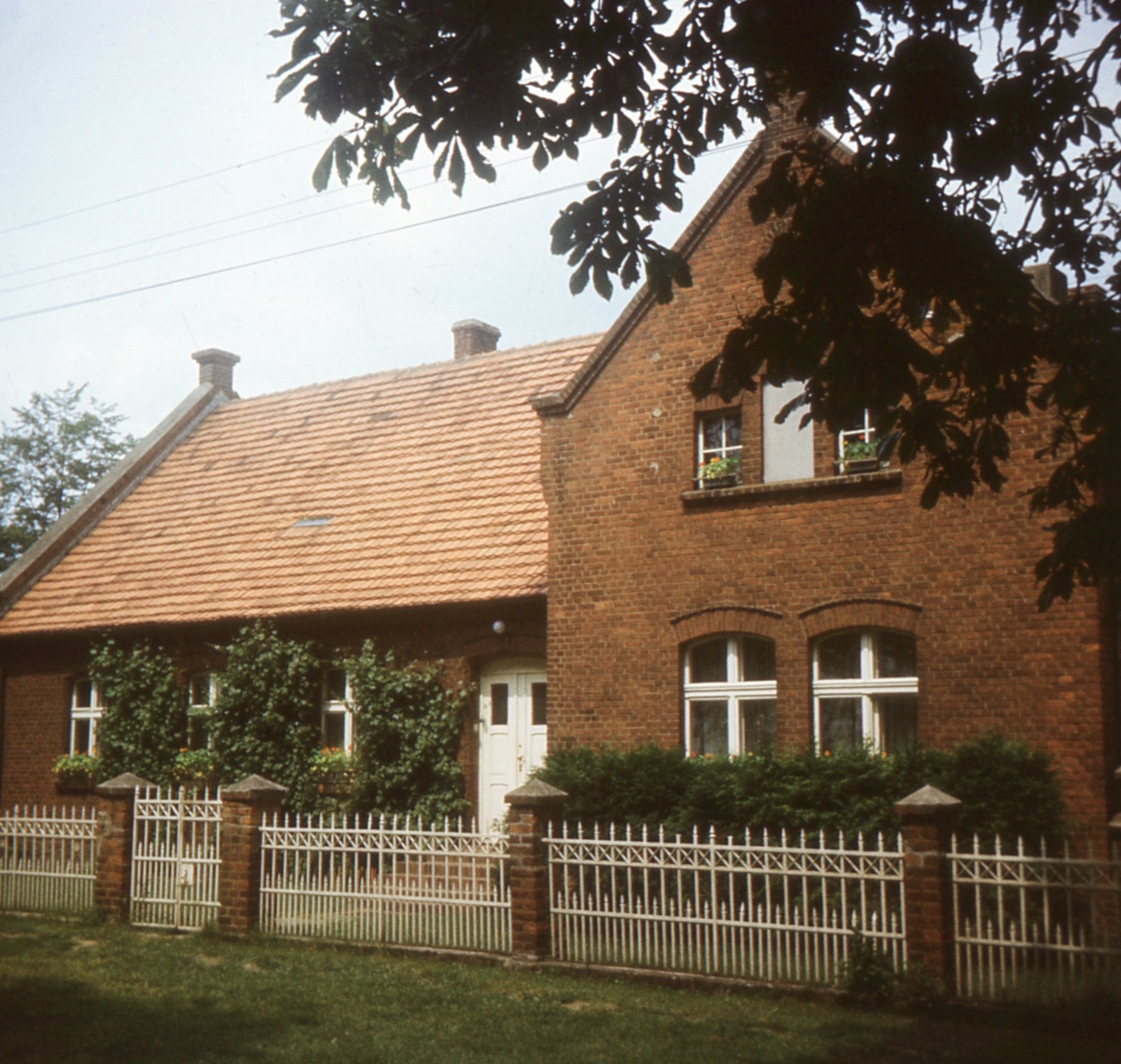
Budynek dawnej szkoły w Kwiatkowie (1990)

Kwiatków – wieś w Polsce, położona w gminie wiejskiej Ostrów Wielkopolski, w powiecie ostrowskim, w województwie wielkopolskim, na Wysoczyźnie Kaliskiej (Koźmińskiej), nad strumieniem Niedźwiada. Dawniej miasto; uzyskał lokację miejską w 1458 roku jako Wiesiołów, zdegradowany przed 1670 rokiem. Do 1877 roku miejscowość należała administracyjnie do powiatu odolanowskiego, w latach 1975-1998 do województwa kaliskiego, a w latach 1877-1975 i od 1999 do powiatu ostrowskiego.

## Historia
Kwiatków należy do najstarszych miejscowości w powiecie ostrowskim. Jako wieś kościelna znany jest od 1324 roku. Od nazwy miejscowości wywodzi się ród Kwiatkowskich herbu Korab. Jako miasto pojawia się w roku 1448 jako jeden z licznie lokowanych wówczas prywatnych ośrodków miejskich. Nazywany jest też w tym okresie Wiesiołowem. Prawa miejskie stracił prawdopodobnie przed 1620 rokiem. Nieznane są wydarzenia, które doprowadziły do jego upadku, ale były one na tyle znaczące, że do dziś nie można określić lokalizacji (nawet w przybliżeniu) ani rynku (który z pewnością posiadał w XVI wieku) ani samego miasta. Do 1877 roku miejscowość należała administracyjnie do powiatu odolanowskiego, w latach 1975-1998 do województwa kaliskiego, a w latach 1877-1975 i od 1999 do powiatu ostrowskiego.

## Zabytki
- Dwór z XVIII wieku, parterowy, rozbudowywany w XIX wieku o frontowy portyk i piętrowe skrzydło wschodnie, przebudowany w latach 90., z parkiem krajobrazowym,
- Spichlerz z XIX wieku,
- Szkoła z 1879 roku, zbudowana z fundacji po Józefie Czyrnerze, społeczniku i działaczu narodowym, rozbudowana i przekształcona w 1992,
- Karczma z XIX wieku, ob. zburzona
- Kościół Serca Pana Jezusa z 1890 roku, neoromański, zbudowany z fundacji po Józefie Czyrnerze, we wnętrzu obraz Adoracji Matki Bożej z XIX wieku,
- Figura Matki Boskiej z Dzieciątkiem z 1877 roku, z tablicą upamiętniającą Józefa Czyrnera.

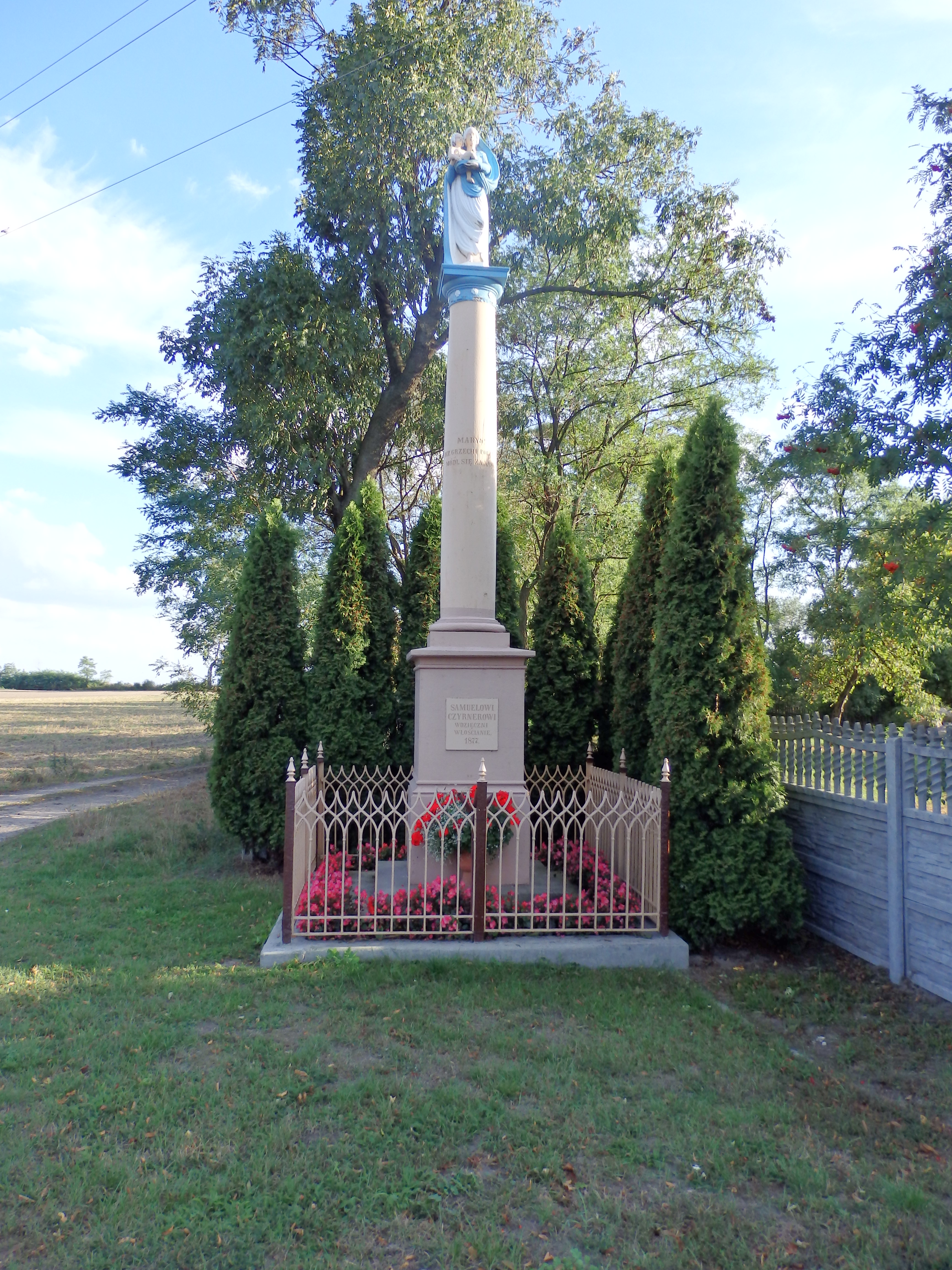
figura Matki Boskiej z Dzieciątkiem

## Przyroda
- Park krajobrazowy, okołodworski, 4,6 ha.
- Las Kwiatków (nadl. Taczanów, leśnictwo Kwiatków).

## Osoby związane z Kwiatkowem
- Józef Gruszka – poseł na Sejm II, III i IV kadencji w latach 1993–2005
- Feliks Kasprzak – dziennikarz, działacz polityczny